# Dinastía caldea
La dinastía caldea, también conocida como la dinastía neobabilónicay enumerada como la dinastía XI de Babilonia,  fue la dinastía gobernante del Imperio neobabilónico, gobernando como reyes de Babilonia desde el ascenso de Nabopolasar en el 626 a. C. hasta la caída de Babilonia en el 539 a. C. La dinastía, conectada a Nabopolasar por descendencia, fue depuesta en el 560 a. C. por el arameo Neriglisar (r . 560-556 a. C.), aunque estaba relacionada con los reyes caldeos a través del matrimonio y su hijo y sucesor, Labashi-Marduk (r . 556 a. C.), podría haber reintroducido la línea de sangre en el trono. El último rey neobabilónico, Nabonido (r . 556-539 a. C.), no tenía ninguna relación genealógica con los reyes anteriores, pero podría, como Neriglisar, también haber estado relacionado con la dinastía a través del matrimonio.

## Historia
El término "dinastía caldea", y el correspondiente "imperio caldeo", un nombre historiográfico alternativo para el Imperio neobabilónico, se deriva de la suposición de que el fundador de la dinastía, Nabopolassar, era de origen caldeo. Aunque las fuentes contemporáneas sugieren un origen en el sur de Mesopotamia, como el texto de la profecía de Uruk que describe a Nabopolassar como un "rey del mar" (es decir, la Babilonia más al sur) y una carta del rey asirio Sin-shar-ishkun que lo describe como "del mar inferior" (también más al sur de Babilonia), no hay ninguna fuente que le atribuya un origen étnico específico. Dado que los caldeos vivían en el extremo sur de Mesopotamia, muchos historiadores han identificado a Nabopolasar como caldeo, pero otros se han referido a él como asirio o babilónico.
El problema se agrava por el hecho de que Nabopolassar nunca escribió sobre su ascendencia, llegando incluso a identificarse como un "hijo de nadie". Esto es casi con certeza una mentira, ya que un hijo real de un don nadie, es decir, una figura oscura, no habría podido reunir suficiente influencia para convertirse en rey de Babilonia. Hay varias pruebas que vinculan a Nabopolasar y su dinastía con la ciudad de Uruk (que estaba ubicada al sur de Babilonia), destacando que varios de los descendientes de Nabopolasar vivían en la ciudad y que su hijo y sucesor, Nabucodonosor II, trabajó allí como sacerdote antes de convertirse en rey. En 2007, el asiriólogo Michael Jursa identificó a Nabopolasar como el hijo de Nabucodonosor (o Kudurru), un gobernador de Uruk que había sido designado por el rey neoasirio Asurbanipal. Este Nabucodonosor pertenecía a una familia política prominente en Uruk, lo que explicaría cómo Nabopolasar pudo llegar al poder, y los nombres de sus parientes corresponden a los nombres dados posteriormente a los descendientes de Nabopolasar, posiblemente indicando una relación familiar a través de patronímicos. Mientras Nabopolasar pasó su reinado luchando contra los asirios, llamarse a sí mismo "hijo de nadie" en lugar de asociarse con un gobernador proasirio podría haber sido políticamente ventajoso.
Los descendientes de Nabopolasar gobernaron Babilonia hasta que su nieto, Evilmerodac, fue depuesto por el general y oficial Neriglisar en el 560 a. C. Neriglisar era poderoso e influyente antes de convertirse en rey, pero no estaba relacionado con la dinastía por sangre, sino que probablemente era de origen arameo, probablemente del clan Puqudu. Sin embargo, no estaba completamente desconectado de la dinastía caldea, ya que había asegurado su derecho al trono a través del matrimonio con una de las hijas de Nabucodonosor II, posiblemente Kashshaya. Neriglisar fue sucedido por su hijo, Labashi-Marduk, quien fue depuesto poco después. Se desconoce por qué Labashi-Marduk fue depuesto, pero es posible que fuera hijo de Neriglisar y una esposa que no fuera la hija de Nabucodonosor II y, por lo tanto, completamente ajeno a la dinastía caldea.
El líder del golpe para deponer a Labashi-Marduk fue probablemente el cortesano Baltasar, quien en lugar de Labashi-Marduk proclamó rey a Nabonido, el padre de Baltasar. Las fuentes sugieren que, si bien era parte de la conspiración, Nabonido no tenía la intención ni esperaba convertirse en rey y dudaba en aceptar la nominación. El ascenso al trono de Nabonido puso a Baltasar primero en la línea de sucesión (no habría sido adecuado para él haberse convertido en rey mientras su padre todavía estaba vivo) y también lo convirtió en uno de los hombres más ricos de Babilonia, ya que heredó las propiedades de la familia de Labashi-Marduk. Es probable que Nabonido, al igual que Neriglisar, también estuviera casado con una hija de Nabucodonosor II y que este fuera el método por el que se había asegurado el derecho al trono. Esto también explicaría tradiciones posteriores de que Baltasar era descendiente de Nabucodonosor II. Nabonido parece haber sido un devoto del dios Sîn, aunque se discute hasta qué punto pudo haber intentado elevar a Sîn sobre la deidad nacional de Babilonia, Marduk. Los babilonios posteriores parecen haber recordado a Nabonido como poco ortodoxo y equivocado, aunque no loco ni necesariamente un mal gobernante. Baltasar nunca se convirtió en rey y Babilonia finalmente cayó bajo el liderazgo de Nabonido, ya que Ciro el Grande del Imperio aqueménida invadió Babilonia en 539 a. C. y puso fin al Imperio neobabilónico. Se desconoce el destino de Nabonido y Baltasar. Es posible que a Nabonido se le haya permitido vivir y retirarse, pero generalmente se asume que Baltasar fue asesinado.